# Seguridad Social (Ecuador)
La República del Ecuador inició con el Sistema de Seguridad Social tras la creación del Instituto Ecuatoriano de Seguridad Social (IESS) el 13 de marzo de 1928.

## Institutos de Seguridad Social
A continuación se nombran los Institutos de Seguridad Social que conforman el estado y se da un resumen sobre cada uno de ellos:

### Instituto Ecuatoriano de Seguridad Social
El Instituto Ecuatoriano de Seguridad Social (IESS) es una entidad pública autónoma.
Como parte del proceso de reforma del Estado, impulsado por el régimen juliano, el Seguro Social Ecuatoriano surge en marzo de 1928, en el gobierno de Isidro Antonio Ramón Ayora Cueva. Con el Decreto Ejecutivo N.º 18, publicado en el Registro Oficial N.º 590 del 13 de marzo de 1928, se crea la Caja de Jubilaciones, Montepío Civil, Retiro y Montepío Militar, Ahorro y Cooperativa, que se denominó Caja de Pensiones, la cual protegía a funcionarios del magisterio público, empleados públicos, bancarios y a militares.
La Constitución siempre ha señalado que la seguridad social es un derecho irrenunciable a todas las personas. La seguridad social se rige por los principios de solidaridad, obligatoriedad, universalidad, equidad, eficiencia, subsidiaridad, suficiencia, transparencia y participación.
Su creación fue el 13 de marzo de 1928.

### Instituto de Seguro Campesino
El Seguro Social Campesino (SSC) es un régimen especial parte del IESS.
Los sujetos o personas de protección del régimen especial del Seguro Social Campesino, son los pescadores artesanales y la población rural que labora en el campo, sea de forma autónoma o parte de la comunidad a la que pertenece.
Su creación fue el 28 de agosto de 1968.

### Instituto de Seguridad Social de Fuerzas Armadas
La Seguridad Social Militar se define como el servicio público obligatorio, promovido por el Estado, que comprende las medidas preventivas, reparadoras y de recuperación, legalmente establecidas en un régimen especial, solidario, dispensadas en las instituciones de previsión, servicios y asistencia social a favor del profesional militar y el pensionado militar y su familia, los miembros de las Fuerzas Armadas y los pensionistas militares, para su bienestar y aseguramiento del nivel de vida.
La Constitución de la República del Ecuador indica a la Seguridad Social de las Fuerzas Armadas como un régimen especial de seguridad social que se administra en su propia ley, el organismo gestor de la Seguridad Social Militar forma parte del Sistema Nacional de Seguridad Social.
La creación de las pensiones militares puede considerarse como uno de los logros sociales y profesionales más significativos de la institución militar, este hito histórico, pionero en América, hecha por la revolución juliana, culminó con la expedición de la ley de retiro militar publicada en el registro oficial 601 con fecha en el 26 de marzo de 1928.
Este acontecimiento permitió que el Ecuador sea el primer país de Latinoamérica en disponer de un sistema de seguridad social militar.
Su creación fue el 26 de marzo de 1928.

### Instituto de Seguridad Social de la Policía Nacional
El Instituto de Seguridad Social de la Policía Nacional (ISSPOL) es una Institución aseguradora, del Régimen Especial de Seguridad Social de la Policía Nacional, su manejo es de forma autónoma en gestión, administración y financiación, con finalidad social y sin ánimo de lucro, con patrimonio propio y sede principal en la ciudad de Quito, este cuenta con sucursales provinciales a nivel nacional para la concesión de prestaciones y servicios sociales a sus miembros o asegurados.
Como organismo ejecutor de la Ley de Seguridad Social de la Policía Nacional, gestiona sus propios recursos para garantizar la protección social y alcanzar el bienestar del policía y su familia.
Su creación fue el 1 de junio de 1995.